# Урус-Ходжа (Нижнегорский район)
Уру́с-Ходжа́ (укр. Урус-Ходжа, крымскотат. Urus Qoca, Урус Къоджа) — исчезнувшее село в Нижнегорском районе Республики Крым, располагавшееся в центральной части района, включённое в состав Желябовки, сейчас западная часть села, на левом берегу реки Биюк-Карасу.

## История
Первое документальное упоминание села встречается в Камеральном Описании Крыма… 1784 года, судя по которому, в последний период Крымского ханства Урус Ходжа входил в Насывский кадылык Карасъбазарскаго каймаканства. После присоединения Крыма к России (8) 19 апреля 1783 года, (8) 19 февраля 1784 года, именным указом Екатерины II сенату, на территории бывшего Крымского Ханства была образована Таврическая область и деревня была приписана к Левкопольскому, а после ликвидации в 1787 году Левкопольского — к Феодосийскому уезду Таврической области. После Павловских реформ, с 1796 по 1802 год, входила в Акмечетский уезд Новороссийской губернии. По новому административному делению, после создания 8 (20) октября 1802 года Таврической губернии, Урус-Ходжа была определена центром Урускоджинской волости Феодосийского уезда.
По Ведомости о числе селении, названиях оных, в них дворов… состоящих в Феодосийском уезде от 14 октября 1805 года , в деревне Урускоджа числилось 9 дворов и 99 жителей. На военно-топографической карте генерал-майора Мухина 1817 года деревня Орус коджа обозначена с 22 дворами. После реформы волостного деления 1829 года Урче Кодже, согласно «Ведомости о казённых волостях Таврической губернии 1829 года», отнесли к Бурюкской волости (переименованной из Урускоджинской). На карте 1836 года в деревне 19 дворов. Затем, видимо, в результате эмиграции крымских татар, деревня заметно опустела и на карте 1842 года Урус-Коджа обозначен условным знаком «малая деревня», то есть, менее 5 дворов.
В 1860-х годах, после земской реформы Александра II, деревню приписали к Шейих-Монахской волости. Согласно «Списку населённых мест Таврической губернии по сведениям 1864 года», составленному по результатам VIII ревизии 1864 года, Урус-Коджа (или Степная) — владельческая русская и татарская деревня с 8 дворами и 35 жителями при реке Биюк-Кара-Су. На трёхверстовой карте Шуберта 1865—1876 года деревня Урус-Коджа обозначена с 8 дворами. По «Памятной книге Таврической губернии 1889 года», по результатам Х ревизии 1887 года, в деревне Урус-Ходжа числилось 12 дворов и 75 жителей. По «…Памятной книжке Таврической губернии на 1892 год» в безземельной деревне Урус-Ходжа, не входившей ни в одно сельское общество, было 96 жителей, у которых домохозяйств не числилось.
После земской реформы 1890-х годов деревню приписали к Андреевской волости. По «…Памятной книжке Таврической губернии на 1900 год» в деревне Урус-Ходжа, входившей в Айкишское сельское общество, числилось 48 жителей в 8 дворах. По Статистическому справочнику Таврической губернии. Ч.II-я. Статистический очерк, выпуск пятый Феодосийский уезд, 1915 год, на хуторе Урус-Ходжа Андреевской волости Феодосийского уезда числилось 3 двора с немецким населением в количестве 13 человек приписных жителей и 14 — «посторонних», из которых 10 мужчин и 17 женщин. При хуторе числилось 270 десятин удобной земли. В хозяйствах имелось 19 лошадей, 30 волов, 14 коров и 44 голов мелкого скота. Согласно списку 1915 года «…русских подданных из австрийских, венгерских или германских выходцев» землевладельцев, опубликованном в газете «Таврические губернские ведомости» в апреле 1915 года, при селении Урус-Хаджа значатся крымские немцы братья Соич: Владислав Генрихович и Евгений Генрихович, имевшие по 25 десятин земли и Генрих Генрихович — 120 дес..
После установления в Крыму Советской власти, по постановлению Крымревкома № 206 «Об изменении административных границ» от 8 января 1921 года была упразднена волостная система и село вошло в состав Ичкинского района Феодосийского уезда, а в 1922 году уезды получили название округов. 11 октября 1923 года, согласно постановлению ВЦИК, в административное деление Крымской АССР были внесены изменения, в результате которых округа были отменены, Ичкинский район упразднили, включив в состав Феодосийского в состав которого включили и село. Согласно Списку населённых пунктов Крымской АССР по Всесоюзной переписи 17 декабря 1926 года, на хуторе Урус-Ходжа, Желябовского сельсовета Феодосийского района, числилось 9 дворов, все крестьянские, население составляло 33 человека, из них 19 русских, 4 армян, 1 немец, 3 записаны в графе «прочие». Видимо, вскоре Урус-Коджа была поглощена Желябовкой, поскольку далее в доступных источниках, как самостоятельный населённый пункт, не встречается.

### Динамика численности населения
| - 1805 год — 99 чел. - 1864 год — 35 чел. - 1889 год — 75 чел. - 1892 год — 96 чел. | - 1900 год — 48 чел. - 1915 год — 13/14 чел. - 1926 год — 33 чел. |